# Пропен
Пропенът, известен още като пропилен, е безцветен горим газ, ненаситен въглеводород с една двойна връзка с формулата C3H6. Той е втори в хомоложния ред на алкените. Получава се при крекинг на бензини и дехидрогениране на пропан.

## Свойства
Пропенът е безцветен леснозапалим газ с неприятен мирис. Както и при другите алкени, за него са типични присъединителни реакции, при които напр. водород, вода, хлороводород, бромоводород и др. се присъединяват към двойната връзка. При това се получават съответно: пропан, пропанол, хлоропропан, бромопропан.
Благодарение на двойната връзка е склонен към полимеризация, при което се получава полипропен (полипропилен).

## Приложение
Пропиленът е вторият по значимост химикал в нефтохимическата промишленост след етилена. Две трети от пропена се преработват до полипропилен, един от най-важните полимери в днешно време. Използва се още за получаването на ацетон, изопропанол, акрилонитрил, пропиленов оксид.
1. ↑  PROPYLENE //  PubChem.   Посетен на 4 октомври 2016 г. (на английски)